# Hjärnskäran

Koronarsnitt av skallens superiora del, som bland annat visar hjärnskäran (falx cerebri) samt övre mittställda blodledaren, Sinus sagittalis superior.

Hjärnskäran, (lat. falx cerebri) är ett utskott av hårda hjärnhinnan (dura mater) som skiljer de två hemisfärerna åt i utrymmet medialt om loberna och superiort om corpus callosum. Den fäster superiort i skallbenet, och bildar ett venöst hålrum ovanför kallat sinus sagittalis superior, eller övre mittställda blodledaren. Detta venösa sinus agerar som kapacitanskärl för hjärnan, och bidrar till att säkerställa ett normalt blodflöde i centrala nervsystemet. Detta blodkärl ligger alltså inuti hjärnskärans fäste, mot skallbenets tak.